# محمد الحلوي
محمد عبد الرحمن الحلوي هو شاعر مغربي ولد سنة 1922 بفاس ونشأ بها، تلقى تعليمه بجامعة القرويين وتخرج منها سنة 1947، اشتغل مدرساً بالصف الثانوي وعُرف بنشاطه الأدبي السياسي ضد المستعمر مما عرضه للاعتقال سنة 1944. من أهم أعماله: «أنغام وأصداء» سنة 1965، «شموع» سنة 1988، أوراق الخريف سنة 1996و مسرحية انوال. توفي يوم الجمعة 24 ديسمبر 2004 .